# NGC 1508
NGC 1508 (również PGC 14454) – galaktyka spiralna (Sc), znajdująca się w gwiazdozbiorze Byka. Odkrył ją Édouard Jean-Marie Stephan 15 grudnia 1876 roku.